# Нагрудный знак люфтваффе «За наземный бой»
Нагрудный знак люфтваффе «За наземный бой» (нем. Erdkampfabzeichen der Luftwaffe) — немецкая военная награда.

## Учреждение
Нагрудный знак люфтваффе «За наземный бой» учреждён 31 марта 1942 года главнокомандующим военно-воздушных сил третьего рейха Германом Герингом для поощрения личного состава люфтваффе, отличившегося в боях на земле.

## История
Военно-воздушные силы Германии во время второй мировой войны, как и ВВС любой другой страны, представляли собой не только собственно силы, предназначенные для войне в воздухе, но и различные подразделения, которые обеспечивали деятельность лётного состава. К ним относились части аэродромного обслуживания, на которые кроме того возлагалась оборона аэродромов и инфраструктуры, строительные части, части связи и собственные части зенитной артиллерии. В состав ВВС входили также воздушно-десантные войска. Уже в сентябре 1941 года необходимость заставила использовать парашютно-десантные части люфтваффе в качестве обычной регулярной пехоты. Ещё более часто, начиная с осени 1941 — зимы 1942 года, в связи с советским наступлением во многих местах (Тихвин, Ростов-на-Дону, и особенно под Москвой), в бои приходилось вступать наземным, в общем-то тыловым, частям обеспечения люфтваффе. Так, например зимой 1942 года, в ходе Любанской операции, западную часть фронта прорыва 2-й ударной армии удерживали в том числе и части люфтваффе. Там, наряду с зенитными частями, сравнительно часто привлекавшимся к наземным сражениям, рубеж удерживали специалисты из дальнеразведывательного отряда 5.(F)/122, транспортного отряда I-го авиакорпуса, солдат службы ВНОС 4-й бомбардировочной эскадры «Генерал Вефер» и обслуживающего персонала штаба III-й группы 1-й бомбардировочной эскадры «Гинденбург».

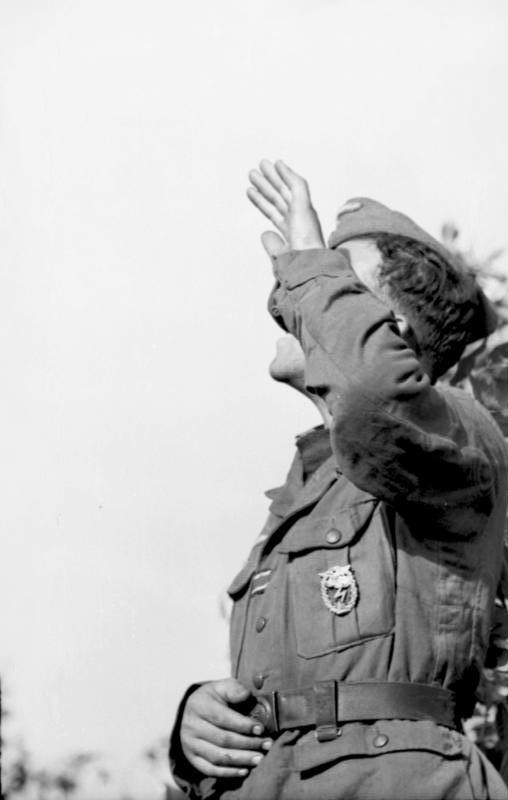
Неизвестный солдат-зенитчик со знаком. Также в петлице можно видеть ленту Железного креста 2 класса. СССР, Курская дуга, 1943 год

Участвующие в боях части люфтваффе, сначала спонтанно, а затем и упорядоченно стали объединяться в боевые отряды (нем. Gefechtsverband) различного состава, называемые по фамилии командира или по номерам. Так в состав «Gefechtsverband Pirmann» входили солдаты аэродромной комендатуры FlHKdtr (E) 35/XI, роты ВНОС Ln.-Kp.zbV (mot) 6, строительных батальонов 7/IX и 16/XVII. В феврале 1942 года эти отряды начали объединяться в полки. Первыми, в тылу Группы армий «Север» были сформированы 1-й, 5-й и 14-й авиаполевые полки. Уже весной 1942 года началось объединение полков в авиаполевые дивизии, которых за время войны насчитывалось 22, включая моторизованную дивизию «Герман Геринг»
31 марта 1942 года для военнослужащих таких частей был учреждён специальный знак. Разработчиком эскиза знака стал профессор фон Вич.

## Описание
Знак представляет собой овальный венок из дубовых листьев, в верхней части которого, на фоне грозового облака расположен орёл люфтваффе, распростёрший крылья и держащий в лапах свастику. Из облака бьёт стилизованная молния, достигающая нижней части знака, где она ударяет в землю. Изначально орёл был отдельной деталью знака, крепившейся к основе, позднее составлял одно целое.
Размеры знака: высота 56 миллиметров, ширина 44 миллиметра, размах крыльев орла 41,5 миллиметра. Знак крепился на вертикальной булавке. Венок и молния были изготовлены из посеребренной и чернёной бронзы, края молнии были выполнены из жёлтого металла
Знак обычно вручался в тёмно-синей коробке подбитой синим бархатом или в бумажном пакете с вручением наградных документов Носился знак на левой стороне мундира ниже Железного креста 1-го класса.
Существовала тканевая версия знака, но её ношение было запрещено 8 мая 1942 года.

## Критерии награждения
Знаком награждался личный состав наземных частей люфтваффе, включая личный состав зенитных и парашютно-десантных частей. Для получения знака необходимо было как минимум участие в трёх успешных боях на передовой, которые состоялись в разные дни, с проявлением храбрости. Под боями понимались как атака, так и оборона, как с поддержкой артиллерии или без таковой, рукопашные схватки. Вместе с тем, по статуту знака участие в боях при поддержке тяжёлой артиллерией, танками и т. п., без непосредственного соприкосновения с противником, считалось недостаточным для награждения. В том случае, если служащий люфтваффе к моменту награждения знаком «За наземный бой» уже был награждён пехотным штурмовым знаком, знаком за общую или танковую атаку, то новый знак выдавался взамен предыдущего.
28 января 1943 года возможность награждения знаком была распространена на медицинский персонал. С 22 февраля 1943 года автоматическим основанием для награждения стала смерть на поле боя. С 30 июля 1943 года знаком могли быть награждены связисты ВВС. Знак вручался только за личную храбрость, награждение за исполнение командирских обязанностей не предусматривалось, и вообще, мог быть вручён только рядовому и младшему командирскому составу.
Изначально существовала всего одна степень знака, но с 11 ноября 1944 года были введены степени знака. Цифра гравировалась на ленте внизу венка. При наличии более высокой степени знака, носилась только она.
- 4-я степень — за 25 дней боев;
- 3-я степень — за 50 дней боев;
- 2-я степень — за 75 дней боев;
- 1-я степень — за 100 и более дней боев.